# Keye Luke

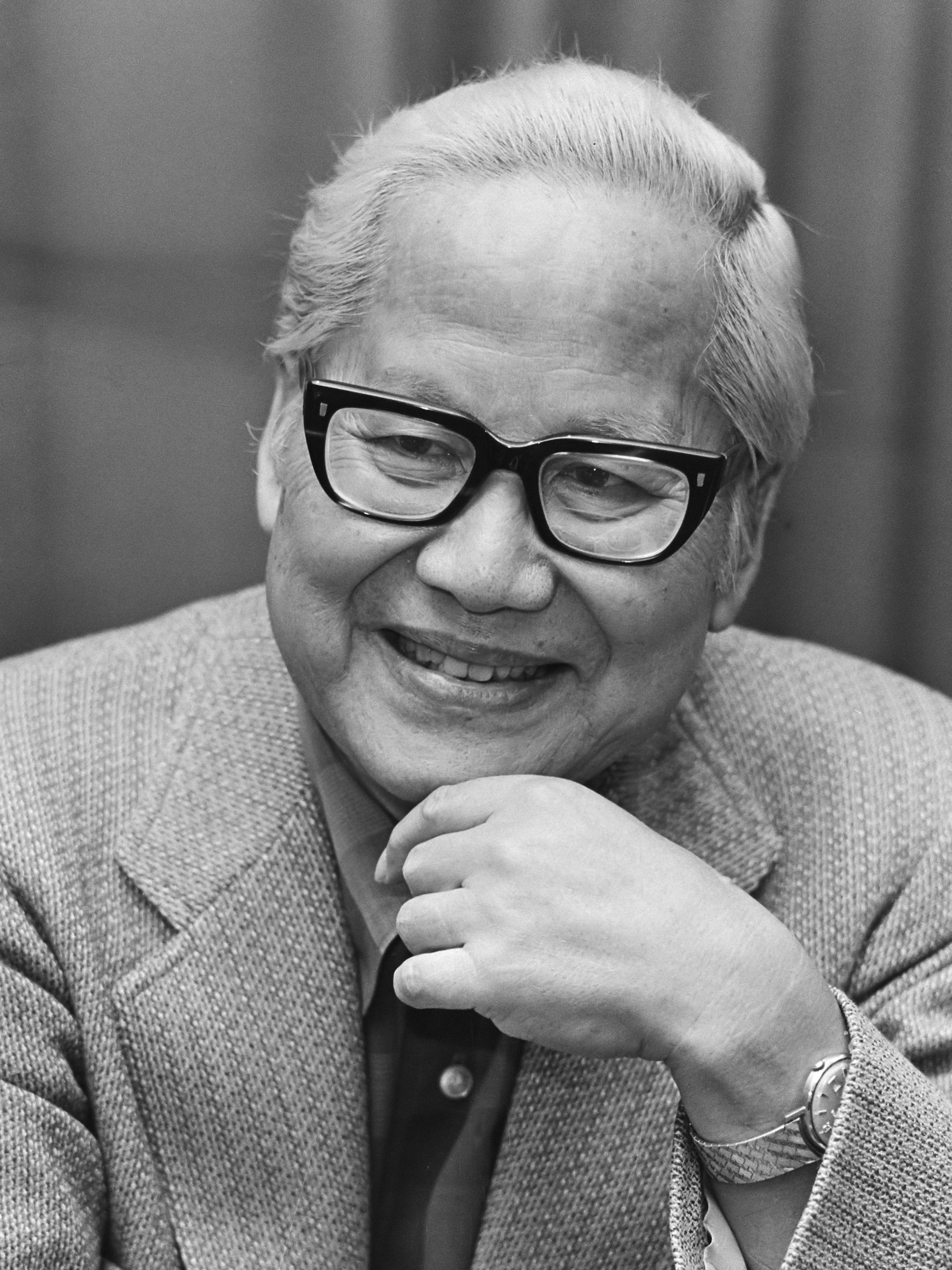
Keye Luke, 1976.

Keye Luke, född 18 juni 1904 i Canton (Guangzhou), Kina, död 12 januari 1991 i Whittier, Kalifornien, var en kinesisk-amerikansk skådespelare. Han föddes i Kina, men växte upp i Seattle och blev amerikansk medborgare 1944. Han fick ett genombrott som skådespelare på 1930-talet i filmserien om Charlie Chan, där han spelade huvudpersonens son Lee Chan. Han hade också en återkommande roll i filmserien om Dr. Kildare. På 1970-talet blev han känd för sin roll som blind munk och läromästare i TV-serien Kung Fu. Han medverkade totalt i över 200 filmer och TV-produktioner.
För insatser inom film har han en stjärna på Hollywood Walk of Fame vid adressen 7000 Hollywood Blvd.

## Filmografi, urval
- 1935 – Charlie Chan i Paris
- 1935 – Charlie Chan i Kina
- 1935 – Shanghai
- 1936 – Charlie Chan på Operan
- 1937 – Charlie Chan på olympiaden
- 1937 – Charlie Chan på Broadway
- 1937 – Charlie Chan i Monte Carlo
- 1938 – Mr Moto
- 1942 – Över Stilla havet
- 1944 – Andy Hardy och blondinerna
- 1948 – Sov, min älskling!
- 1972 – Kung Fu (TV-serie) (1972-1975)
- 1984 – Gremlins
- 1990 – Gremlins 2
- 1990 – Annie